# Donna Tartt
Donna Tartt (* 23. Dezember 1963 in Greenwood, Mississippi) ist eine amerikanische Schriftstellerin. Neben einigen kleineren Arbeiten hat Tartt bisher drei Romane veröffentlicht, für die sie sich – was in der Literaturszene der Vereinigten Staaten gegenwärtig sehr ungewöhnlich ist – jeweils rund eine Dekade Zeit genommen hat. Für ihren Roman Der Distelfink wurde Tartt 2014 mit dem Pulitzer-Preis ausgezeichnet. 

## Leben und Werk
Donna Tartt wurde als die ältere von zwei Schwestern geboren. Die Mutter, Taylor Tartt, geb. Bousche, war Sekretärin. Der Vater, Don Tartt, besaß eine Tankstelle und war zeitweilig Präsident des Board of Supervisors von Grenada County.
Tartt wuchs in Grenada, Mississippi auf. Bereits als Kind schrieb sie Gedichte und veröffentlichte das erste im Alter von 13 Jahren. Nach dem Besuch der Granada High School studierte sie ab 1981 an der University of Mississippi in Oxford, wo der Schriftsteller Willie Morris auf sie aufmerksam wurde und ihr Zutritt zu einer Schreibklasse von Barry Hannah verschaffte. Auf Empfehlung ihrer Lehrer hin wechselte Tartt bereits 1982 ans exklusive kleine Bennington College in Vermont, wo sie Kreatives Schreiben studierte und Freundschaft mit den jungen Schriftstellern Bret Easton Ellis und Jill Eisenstadt schloss.
Während ihres zweiten Studienjahres in Bennington begann Tartt mit der Arbeit an ihrem ersten Roman Die geheime Geschichte. Die Geschichte, die darin erzählt wird, entwickelt sich aus den überaus komplizierten Beziehungen innerhalb einer Gruppe von Elitestudenten und gipfelt in zwei Morden. Im Juni 1986 schloss Tartt ihr Studium ab, setzte die Arbeit am Roman aber fort. Bret Easton Ellis brachte Tartt 1989 mit seiner Literaturagentin Amanda „Binky“ Urban zusammen. Als das Manuskript für Die geheime Geschichte 1991 abgeschlossen war, entfachte Urban darum einen Wettkampf der Verleger. Das höchste Angebot – 450.000 US-Dollar – kam vom renommierten Verlagshaus Knopf. Statt in der für Erstlingsromane sonst üblichen Auflage von 10.000 ließ Knopf 75.000 Exemplare drucken. In den Medien wurde Tartt, schon bevor das Buch überhaupt in den Handel kam, als neuer literarischer Topstar gehandelt. Nachdem es am 4. September 1992 schließlich ausgeliefert worden war, hielt es sich 13 Wochen lang in der Bestsellerliste des Verlages. Das Buch wurde seitdem in 24 Sprachen übersetzt und in einer Gesamtauflage von mehr als 5 Millionen Exemplaren verkauft.
Tartts zweiter Roman, Der kleine Freund (2002), ist von Literaturkritikern als ambitioniertes Beispiel moderner Südstaaten-Gotik charakterisiert worden. Tartt hatte an diesem Werk 10 Jahre lang gearbeitet. Diese in der neueren amerikanischen Literaturszene sonst wenig übliche Mühe wurde allgemein damit kommentiert, dass in Zeiten von so außerordentlich guten Autoren wie Philip Roth und Jonathan Franzen die Messlatte für literarische Qualität so hoch gerückt sei, dass gute Romane in kürzerer Zeit kaum noch geschrieben werden könnten. Das Buch erreichte in den USA zwar eine Gesamtauflage von 323.000 Exemplaren, wurde von Lesern und Kritik aber als Enttäuschung aufgenommen.
Tartts dritter, 2013 veröffentlichter Roman Der Distelfink orientiert sich lose am Muster des klassischen Bildungsromans. Im Mittelpunkt steht der junge Theodore Decker, der als Dreizehnjähriger seine Mutter verliert, als diese bei einem Terroranschlag auf das New Yorker Metropolitan Museum of Art umkommt. Theo überlebt die Explosion und nimmt im weltuntergangsartigen Durcheinander gedankenlos das Meisterwerk des niederländischen Malers Carel Fabritius – Der Distelfink – an sich, das seither als verloren gilt. Wie sehr das kleine Gemälde sein weiteres Leben bestimmt, wird Theo erst nach und nach erkennen. 2014 wurde Tartt für Der Distelfink mit dem Pulitzer-Preis für Belletristik ausgezeichnet. Im September 2019 wurde die Romanverfilmung veröffentlicht.
Aufgrund ihrer klassischen Erzählweise und des überbordenden Detail- und Bildreichtums ihrer Narration sind Tartts Romane wiederholt mit dem Werk von Charles Dickens verglichen worden; andere Rezensenten, die Tartts Arbeiten eher als anspruchsvolle Unterhaltungsliteratur einstufen, haben diesen Vergleich kritisiert, weil ihre Prosa mit der Schöpfungskraft von Dickens’ Beschreibungen und seiner delikaten Sprache am Ende doch nicht Schritt halten könne.
Tartt lebt abwechselnd in Charlottesville und Manhattan und lässt keine Einzelheiten über ihr Privatleben an die Öffentlichkeit dringen.

## Auszeichnungen
- 2003: WH Smith Literary Award, für The Little Friend
- 2014: Pulitzer-Preis für The Goldfinch
- 2014: Andrew Carnegie Medal for Excellence in Fiction and Nonfiction für The Goldfinch

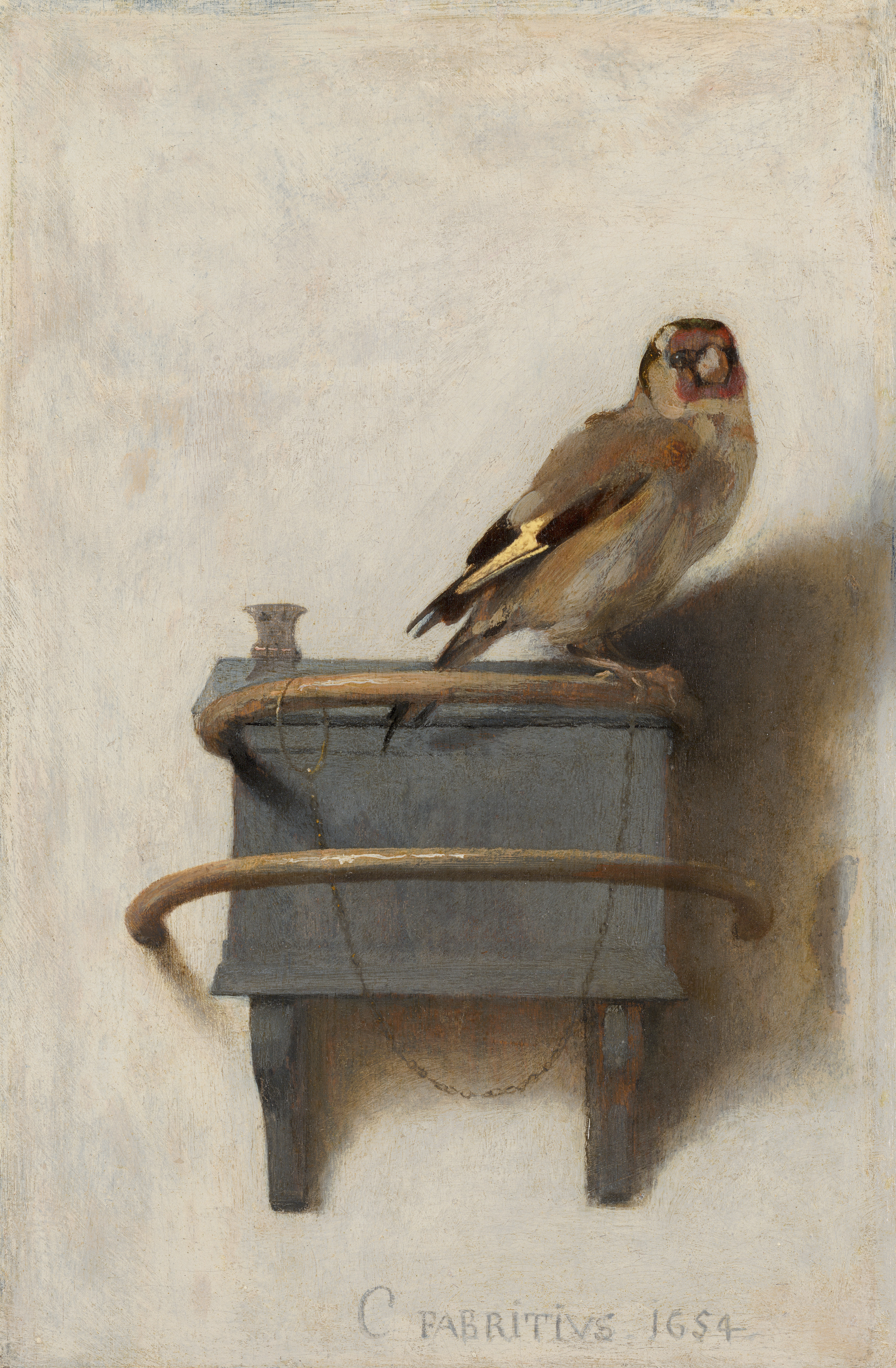
Der Distelfink von Carel Fabritius (1654)

- 2014: Premio Malaparte

## Veröffentlichungen
- 1992: The Secret History
  - Die geheime Geschichte. Dt. von Rainer Schmidt. Goldmann, München 1993, ISBN 978-3-442-30441-7.
- 1995: A Garter Snake (short story)
  - Eine Strumpfbandnatter. (Erzählung) Hörbuch, gelesen von Paul Herwig, dt. von Rainer Schmidt, Hörverlag, München 2005. ISBN 3-89940-699-0.
- 2002: The Little Friend
  - Der kleine Freund. Dt. von Rainer Schmidt. Goldmann, München 2003, ISBN 3-442-45963-X.
- 2013: The Goldfinch
  - Der Distelfink. Dt. von Rainer Schmidt und Kristian Lutze. Goldmann, München 2014, ISBN 978-3-442-31239-9.